# Bintangsari
Bintangsari is een bestuurslaag in het regentschap Lebak van de provincie Banten, Indonesië. Bintangsari telt 2069 inwoners (volkstelling 2010).